# Aglaoprimnoa stephanii
Aglaoprimnoa stephanii är en korallart som beskrevs av Bayer 1996. Aglaoprimnoa stephanii ingår i släktet Aglaoprimnoa och familjen Primnoidae.
Artens utbredningsområde är Södra Ishavet. Inga underarter finns listade i Catalogue of Life.